# Френк Спеллман
Френк Спеллман (англ. Frank Spellman, 17 вересня 1922 — 12 січня 2017) — американський важкоатлет.
Олімпійський чемпіон 1948 року в категорії до 75 кг.
Срібний призер Чемпіонату світу 1947 року в категорії до 75 кг, бронзовий призер 1946 року в категорії до 75 кг.
Переможець Маккабіади 1950 року в середній вазі.